# Моделювання гідравлічного транспорту

Стенд моделювання процесу гідравлічного транспорту рідин та гідросумішей сипкого матеріалу

Стенд зі скляним трубопроводом. Донецьк.

Моделювання гідравлічного транспорту — фізичне (стенди, полігонні чи пілотні установки тощо) або математичне моделювання гідравлічного транспорту води і гідросумішей, нафти, газу тощо.

## Об'єкти моделювання, функція відгуку та гідравлічний розрахунок
Об'єктом моделювання є процес або самі установки трубопровідного транспорту флюїдів (нафта, природний газ) та бурового розчину.
При цьому установки трубопровідного транспорту — промислові або магістральні.

## Функція відгуку
Можлива функція відгуку — питомий гідравлічний опір при транспортуванні

## Вибір моделі
Протягом другої половини ХХ ст. зусилля наукової громадськості різних країн були спрямовані на створення теоретичних основ руху напірних та самопливних потоків, які переносять у завислому стані частинки твердих матеріалів. Проте, не дивлячись на певний прогрес у цьому питанні, проблему до сьогодні не можна вважати повністю вирішеною.
Певну роль у плані методичного підходу до вирішення деяких практичних інженерних завдань гідравлічного транспортування відіграють такі широко відомі фахівцям теорії як дифузійна та гравітаційна. Дифузійна теорія розглядає середовище, яке утворює рухомий потік, як певну умовну рідину — дисперсоїд з розподіленням фази, яку він переносить, у живому перерізі за імовірнісним законом. Згідно з гравітаційною теорією механізм зависання тісно пов'язаний із властивостями твердої фази, розподіленням по живому перерізу в результаті взаємодії сил тяжіння (гравітаційних сил) та сил зависання, які визначають гідравлічні характеристики потоку. Відмінність цих теорій руху потоків, які переносять тверді частинки в завислому стані, і визначає сферу їх застосування.
Спираючись на дифузійну теорію можна побудувати залежності для визначення гідравлічного опору в тому випадку, коли, так звана, робота зависання займає дуже незначну частку в енергетичному балансі потоку, що характерно для:
- малої насиченості твердим матеріалом простору труби, яку заповнює гідросуміш; — дрібного матеріалу, крупність якого не перевищує 0,5—1,0 мм; — гідросумішей при незначній різниці густини твердої та рідкої фаз; — для відносно великої насиченості потоку гідросуміші твердими дрібними частинками твердого матеріалу та значному рівні підведеної енергії; при цьому співвідношення між крупністю, концентрацією та швидкістю транспортування не має спричиняти перетворення режиму течії у структурований, в'язкопластичний.
Проте, методи гідравлічних розрахунків, запропоновані на основі цих теорій, не мають (виходячи з вихідних засновок) універсального, узагальнюючого характеру, тому можуть бути справедливими лише для окремих конкретних умов гідравлічного транспортування. Обмежена сфера застосування формул, які містять методики гідравлічних розрахунків, часто призводить до не зовсім точних результатів при проектуванні технологічних та промислових гідротранспортних систем.
Незавершеність теоретичних розробок у галузі гідродинаміки потоків, які переносять тверді частинки в завислому стані, з одного боку, та необхідність рішення практичних інженерних завдань при створенні гідротранспортних систем різного призначення — з другого, визначили два напрями вирішення цієї проблеми: — розробки напівемпіричних теорій із виділенням певних ознак, які можуть бути базою для відповідних прикладів переносу твердих частинок потоком рідини, та створення на їх основі методів розрахунку параметрів гідротранспорту визначених груп твердих сипких матеріалів (золошлаків, відходів збагачення корисних копалин, деяких ґрунтів і т. і.); — подальшого розвитку теорії потоків, які переносять тверді частинки в завислому стані, та розробки на основі цього узагальненої (універсальної) методики інженерних розрахунків параметрів гідравлічного транспортування.
Виходячи з недостатньої розвиненості теоретичного підходу до моделювання як правило обирають шлях емпіричних (фізичних) чи змішаних моделей.